# EuroVelo 6

Harta EV6

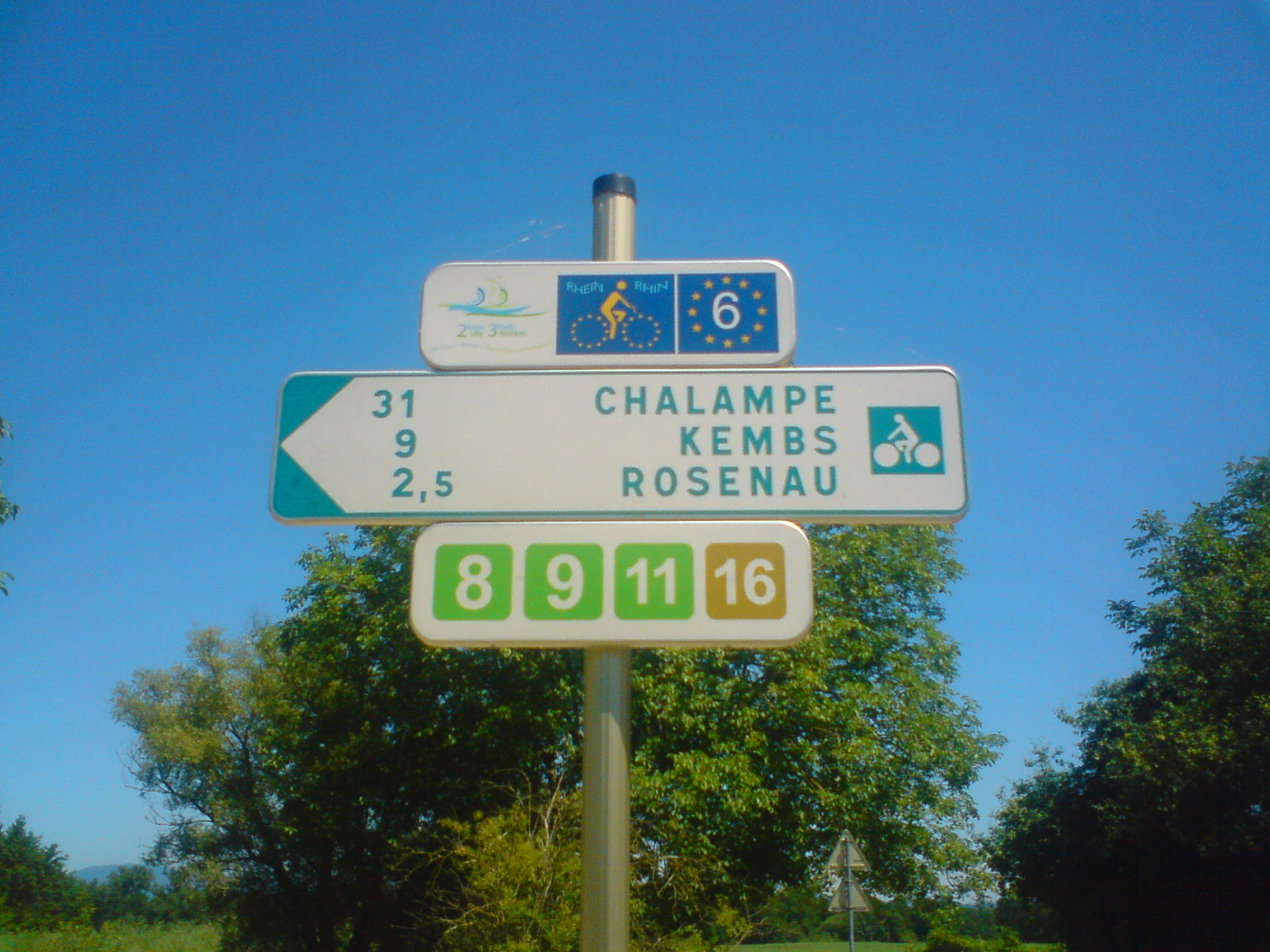
Panou la Saint-Louis, la 10 km de Basel

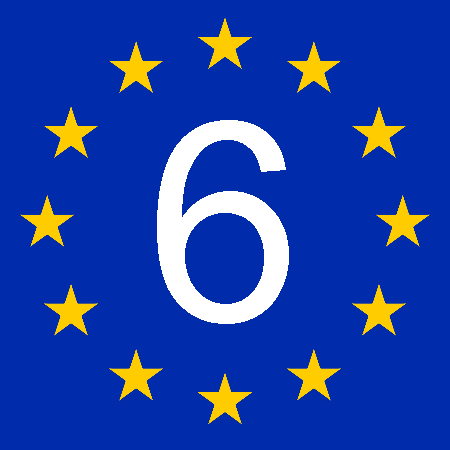
Balizaj EV6

EuroVelo 6 sau EV6, cunoscută și sub numele de "Euro-velo-ruta fluviilor" sau "Pista ciclabilă europeană a fluviilor", este o rută ciclabilă de tip EuroVelo în lungime de 3.653 km care leagă Nantes de București, și, prin extensie Saint-Nazaire de Constanța. Este cea mai celebra rută ciclabilă europeană, traversând Europa de la vest la est, de la Oceanul Atlantic la Marea Neagră și trecând prin nouă țări. 
Ruta urmează cursul a trei mari fluvii europene:
- Loara
- Rinul
- Dunărea

## Itinerariu

### Franța
- Saint-Nazaire, Nantes, Angers, Saumur, Tours, Amboise, Blois, Chambord, Orléans, Nevers, Digoin, Paray-le-Monial, Chalon-sur-Saône, Dole, Besançon, Montbéliard, Mulhouse

### Elveția
- Basel, Schaffhausen, Stein am Rhein

### Germania
- Tuttlingen, Ulm, Regensburg, Passau

### Austria
- Linz, Melk, Stockerau, Viena

### Slovacia
- Bratislava

### Ungaria
- Győr, Esztergom, Visegrád, Budapesta, Kalocsa, Baja, Mohács

### Serbia
- Apatin, Belgrad, Pancevo

### România și Bulgaria
- Drobeta Turnu-Severin, Vidin, Lom, Belene, București, Cernavoda, Brăila, Tulcea, Sulina, Babadag, Constanța

## Articole conexe
- 2 Maluri, 3 Poduri
- Loara pe bicicletă